# Martin Straňovský
Martin Straňovský, né le 12 septembre 1985 à Nové Zámky, est un handballeur slovaque. Il évolue au poste de ailier gauche au SC Pick Szeged et en équipe nationale de Slovaquie.

## Carrière

### En club
Compétitions internationales
- Finaliste de la Ligue des champions (1) : 2013 (avec FC Barcelone)

Compétitions nationales
- Championnat d'Espagne (2) : 2013, 2014 (avec FC Barcelone)
- Coupe ASOBAL (2) :  2013, 2014 (avec FC Barcelone)
- Coupe du Roi (1) :  2014 (avec FC Barcelone)
- Supercoupe d'Espagne (2) : 2013, 2014 (avec FC Barcelone)
- Championnat de Slovaquie (1) : 2019